# جين كازاما
جين كازاما (باليابانية: 風間 仁، بالروماجي: Kazama Jin)، هي شخصية لعبة فيديو القتالية تيكن التي أصدرتها شركة نامكو بانداي. دُرب من قبل جده هيهاتشي ميشيما من أجل دخول بطولة القبضة الحديدية، يريد جين الثأر لمقتل أمه الظاهري. ولكن، خلال البطولة تم الكشف أن جين يحمل الجين الشيطاني (باليابانية: デビルの血، بالروماجي: Debiru no Chi)، خلل وراثي في جسده، الذي سبب خيانة هيهاتشي الذي يريد أخذه منه. وهو عدو والده اللدود، كازويا ميشيما، الذي ورث جين الجين منه. أثناء عراكه لهما، فقد جين السيطرة على الجين الشيطاني مما أدى إلى تحوله إلى شبيهه ديفل جين (باليابانية: デビル仁، بالروماجي: Debiru Jin). ظهر لأول مرة كلاعب في تيكن 3.
خارج نطاق الألعاب، ظهر جين في إصدارات الرسوم المتحركة والفيلم الحي. جعلت شخصية جين لتكون البطل الرئيسي الجديد للسلسلة الذي يقاتل باستمرار أفراد عائلته الذي قاده فيما بعد ليكون خصماً ظاهرياً كما وضع من قبل المخرج، كاتسُهيرو هارادا. وقد تم استقبال حاسم له مع تعليقات ايجابية في معظمها تركز على دوره في القصة وأساليبه القتالية، تغير أسلوب قتال الشخصية بعد تيكن 4 أسفر عن آراء متباينة من قبل النقاد.

## عنه
اللقب: طفل المصير
العمر:21 عاما
الحالة: لا يزال على قيد الحياه
اسلوب القتال: التايكواندو الخاص بعائلة ميشيما
الجنسية: اليابان
الطول:180م
الوزن:78ك
فصيلة الدم:AB
```
العائلة: جان كازاما هي امه/كازويا ميشيما هو والده/هيهاتشي ميشيما هو جده/كازومي ميشيما هي جدته/جيمباتشي ميشيما هو جده الأكبر/لي تشاو لان هو عمه بالتبني/لارز الكساندرن هو نصف عمه
```

## الإنشاء والتصميم
مخرج سلسلة تيكن كاتسُهيرو هارادا قال بأن جين هو شخصيته المفضلة جنباً إلى جنب مع هيهاتشي ميشيما كما قال أن القصة في تيكن مكتوبة من وجهة نظر جين بسبب كونه الشخصية الرئيسية.وكان المفهوم أن جين الطفل هو فتى بريء خُرب بواسطة قوى الشر التي من شأنها أن تجعله يصبح واحداً من أكبر الأشرار في السلسلة كما وضع على النحو الذي أراده هارادا منذ عشر سنوات. كنتيجة كونه قُدم كالبطل الرئيسي من تيكن 3، صممت حركات جين لتكون متوازنة بحيث أنه لم يكن لديه حركات قوية أو ضعيفة، مما أدى إلى صعوبات في تصميم الشخصية. من حيث أن جين لايملك أسلوب قتال خاص به، فقد تم إنشاء العديد من حركاته الكاراتيه من قبل طاقم تيكن.. في تيكن 6، صُممت ملابسه من قبل كلامب، مجموعة من أربع مانغاكا يابانيات.

## في ألعاب الفيديو

### سلسلة تيكن
جين هو شاب ياباني ذو شعر أسود شائك في نمط مميز.على ذراعه الأيسر، فهو يحمل العلامة التي وضعت على جلده من قبل ديفل. أكثر ملابسه المتكررة مصممة عادة من كاراتيه غي أو بدلة - كلاهما مع شكل لهب على السروال (يختلف اللون طوال السلسلة، وصار من الممكن تغييره منذ تيكن 5)-. في حين أن لباس جين (غي) عادة ما يتألف فقط من سروال، وقفاز واق وواقيات الأرجل، في تيكن 4، ارتدى جين سترة (غي) مفتوحة أيضاً، مما يبرز صدره. ظهر جين أيضاً في تيكن 4 مرتدياً بدلة ذات قبعة، التي احتفظ بها حتى تيكن 6. في كل من تيكن 3 وتيكن تاغ تورنمنت، يمكن للاعبين اختيار لباس مدرسة ميشيما الثانوية لجين ليقاتل به. في تيكن 6، فهو يرتدي معطفا اسود طويل مماثل لذلك الذي كان يرتديه في النهاية في تيكن 5.
ديفل جين مطابق تقريباً لجين كازاما، باستثناء التحولات اللاإنسانية له والتغيير في ملابسه. في تيكن 3، ديفل جين يحمل مجرد وشم على وجهه، مع عيون حمراء متوهجة تتغير مع تغير بؤبؤ العين، ونمت الأجينحة السوداء التي يستخدمها في الطيران. في الألعاب التي تلتها، ومع ذلك، فقد تم توسيع نطاق التحول عليها. في تيكن 4، هناك تتابع ملحوظ في تغيرات جين. كما بدأت عملية التحول، كان يحيط جسمه ضباب أرجواني، ثم تشكل الوشم المألوف على صدره وذراعيه، وأخيراً، نما جيناحان أسودان في ظهره. هذا هو أقصى ما مر به التسلسل داخل تلك اللعبة، ولكن، توقف جين قبل اكتمال التحول.
وفقاً لقصة تيكن 5، تحول جين في اللعبة تكرر كردة فعل لعودة جينباتشي ميشيما. بسبب هذا، لم تكن هناك تطورات واضحة، ظهر ديفل جين في أقصى حالاته حتى الآن. اشتمل شكله الجديد على قرون، سلاسل على ذراعه اليمنى، والخصر، والساقين، وأصابع مشوهة تشبه المخالب وزوج من القفازات الواقية ومخالب نامية عليها. مثل هيأة ديفل عند والده، جين لديها أيضا العين الثالثة على رأسه تستخدم لإطلاق شعاع من الطاقة على خصومه. ومع ذلك، مثل كل الشخصيات في تيكن 5 وتيكن 5 : دارك ريزوركشن، يمكن تغيير شكل ديفل جين مع مجموعة متنوعة من التغيرات الجسدية. في تيكن 6، مظهر ديفل جين لم يتغير تقريباً. ولكن، في اللعب الفعلي، لا بد من شراء السلسلة على خصره قبل ظهورها.
عداء جين مع أفراد أسرة ميشيما والاضطرابات الداخلية التي يسببها «الجين الشيطاني» له هي المواضيع الثابتة طوال هذه السلسلة. وقد شكل هذا الصراع إلى حد ما «بطلاً مأساويا» حول دور الشخصية، التي أكدها اسمه هو، جين، الذي يعني «الخير» باللغة اليابانية الأصلية. وفقاً للملف الشخصي الذي قدمه كتيب تعليمات تيكن 3، يحب جين مبادئ والدته ويكره الخداع. تم ثبوت كل القيم في نهايته في تيكن 4 : جين قرر أن يقتل هيهاتشي ميشيما بسبب خيانته له، ولكن سرعان ما غير رأيه وقال ليهاتشي «أشكر والدتي، جُن كازاما». وبحلول أحداث تيكن 6، يبدو أن طموحات جين تغيرت من القضاء على سلالة ميشيما إلى مرتبة التفوق العالمي حتى النهاية، حيث تبين أن دافعه الحقيقي هو تدمير أزازيل وتخليص نفسه من الجين الشيطاني.
وكان أول ظهور لجين في تيكن 3، حيث قدم على أنه «حفيد لهيهاتشي» نتيجة لكونه ابن كازويا ميشيما وجُن كازاما. نشأ جين على يد والدته حتى بعد بضعة أيام من عيد ميلاده الـ15، عندما تعرضت جُن للهجوم من قبل أوغر واختفت. حيث حلف على الانتقام، ذهب جين إلى جده، هيهاتشي ميشيما. أثناء تيكن 3، دمر جين أوغر في بطولة ملك القبضة الحديدية، لكن جده هيهاتشي خانه. في ذلك الحين جين جين الشيطاني استيقظ، مما سمح له بالنجاة من هجوم هيهاتشي والفرار. أثناء هذه اللعبة، جين يلتقي أيضا هوارانغ المقاتل الذي بسبب منافسته له التي من شأنها أن تتطور في الألعاب التالية. ظهوره التالي كان في تيكن تاغ تورنمنت الغير معتبرة من خط القصة.
بحلول تيكن 4، سقط جين في حفرة كراهية النفس، محتقراً كل ما له علاقة بميشيما. بعد أن تعلم أسلوب كاراتيه جديد لمدة عامين، دخل جين بطولة ملك القبضة الحديدية حيث يريد مواجهة والده. حيث هزم كازويا بعد أن استيقظ شكله الشيطاني، جين حاول قتل هيهاتشي، ولكن غير رأيه بعد أن تذكر والدته. مباشرة بعد تركه هيهاتشي، شكل جين الشيطاني صار هائجاً وظهر لأول مرة كشخصية للعب وشبه رئيس. من أجل السعي على السيطرة على الجين الشيطاني، دخل جين بطولة ملك القبضة الحديدية التي استضافها، جينباتشي ميشيما، وهو المسؤول في تغيير جين. في اللعبة نفسها، تميزت لعبة مصغرة تركز على مقدمة جين.
في أعقاب بطولة القبضة الحديدية الخامسة، وقد كشف أن جين هو الفائز، وهو الآن الرئيس التنفيذي الجديد لميشيما زايباتسو. خلال تيكن 6، بدأ جين باستعمال الشركة من أجل السيطرة على العالم، بادئاً حرباً ضد كل الدول. أقام جين بطولة جديدة ليخلص نفسه من كازويا وأعدائه.. جين يلعب دور الخصم الرئيسي في لعبة تيكن 6 صيغة «حملة السيناريو». وتم مواجهته من قبل عمه لارس ألكسندرسون الذي حشد جماعة داخل قوات تيكن التابعة لميشيما زايباتسو لإسقاط القائد الفاسد. أدرك لارس جين في نهاية المطاف في باحة غرفة أزازيل، وبعد ذلك تبين ما هو الدافع الحقيقي لجين: رمى جين العالم في حالة من الفوضى في محاولة لإيقاظ الوحش المعروف بأزازيل. هدف جين النهائي كان من أجل إيقاظ الوحش من أجل محاربته في معركة انتحارية وتحرير نفسه من الجين الشيطاني. أثناء انتهاء حملة السيناريو، نجحت خطة جين بإيقاظ أزازيل. اندفع جين تجاه الوحش، ودفع كل منهما في أعماق المعبد، الذي أُغلق على الفور بواسطة رمال الصحراء. بعد النهاية، تم استخراج جثة جين في موقع المعبد من قبل طاقم بقيادة ريفن.
جين هو واحد من المقاتلين الأربعة الأوائل الذين ظهروا للعب أول ظهور في الفيلم القصير لتيكن تاغ تورنمنت 2.

### ظهور آخر
ظهر جين أيضاً في نامكو × كابكوم، حيث ينضم إلى القوات مع ريو وكين ماسترز من ستريت فايتر ويسعى لهزيمة ديفل كازويا الذي كان والده من خلال الجين الشيطاني.
ظهر جين على ملصق ترويجي للعبة القتال المتبادلة المنتجة من قبل نامكو، تيكن X ستريت فايتر، إلى جانب ريو من ستريت فايتر (وشبيهاهما «ديفل جين» و«إيفل ريو»، على التوالي). مشروع كابكوم المكافئ، ستريت فايتر X تيكن، حتى الآن لم يتأكد جين كشخصية قابلة للعب في اللعبة، لكن أشير إليه في الفيلم القصير من قبل كازويا، الذي ينص على أن جين يرغب في مقابلة ريو. ظهر جين لفترة وجيزة في نهاية أوفا تيكن: ذا موشن بكتشر وهو طفل مع والدته.
في الفيلم الحي لعام 2010، أدى جون فو دور جين كازاما. في هذا الإصدار يختلف جين قليلاً، حيث لم يكن يتربى على يد هيهاتشي وقتلت والدته أثناء هجوم على متمردين من قبل تيكن كوربوريشن. بالإضافة إلى ذلك، رغم أنه لا يزال الابن غير الشرعي لكازويا، غير أنه لم يُشر إلى الجين الشيطاني في الفيلم، ويتحدث باللغة الإنجليزية (نظرا لأن لغة فو هي الإنجليزية). دخل جين بطولة القبضة الحديدية من أجل الانتقام من هيهاتشي بسبب مقتل والدته، ولكن خلال البطولة، علم جين أن كازويا كان السبب في الهجوم. تقدم جين في البطولة، وصار في حالة حب مع كريستي مونتيرو وتحالف مع ستيف فوكس، وريفن وحتى هيهاتشي عندما انقلب كازويا عليه. في النهاية، وصل جين إلى النهائي، بعد أن هزم يوشيمتسو وحتى برايان فيوري، وهزم والده في القتال، لكنه رفض أن يقتله بسبب صلة قرابتهما.
ظهر جين أيضاً في فيلم الصور المصممة بالحاسوب، تيكن: بلد فنجينس الذي تجري أحداثه بين تيكن 5 وتيكن 6.

### اللعب
في أول ظهوراته، كانت حركات جين مزيجاً بين حركات والديه، جُن كازاما وكازويا ميشيما - مزيج بين «أسلوب كازاما للدفاع عن النفس» و«كاراتيه ميشيما القتالية» -. وقد قاتل بهذا الأسلوب في تيكن 3 وتيكن تاغ تورنمنت. في تيكن 4، على كل حال، تم تجاهل هذا النمط في مصلحة الكاراتيه «التقليدية». بالتالي حيث انخفضت قوة جين، في الألعاب المعقبة سوف يمر خلال تغييرات طفيفة.
يدمج ديفل جين حركات من تجسيدات جين السابقة، مما يجعله مقاتلاً أقوى من جين. من ناحية أخرى، فإن ديفل جين ضعيف في الهجومات المنخفضة.